# (84012) Deluise
(84012) Deluise est un astéroïde de la ceinture principale.

## Description
(84012) Deluise est un astéroïde de la ceinture principale. Il fut découvert le 2 août 2002 à Campo Imperatore par le projet CINEOS. Il présente une orbite caractérisée par un demi-grand axe de 2,22 UA, une excentricité de 0,15 et une inclinaison de 3,7° par rapport à l'écliptique.

## Compléments